# اتا بزغاله
اتا بزغاله یک ستاره است که در صورت فلکی بزغاله قرار دارد.